# Frantz Fulpius
Frantz Fulpius (* 15. Mai 1869 in Genf; † 13. September 1960 in Lancy) war ein Schweizer Architekt und Politiker.

## Leben
Frantz Fulpius wurde als Sohn des Architekten Léon Fulpius geboren. 1922 heiratete er Marie Agate Kind.
Fulpius studierte in Genf, am Eidgenössischen Polytechnikum in Zürich und an der École des Beaux-Arts in Paris. Danach wirkte er als Architekt im Familienunternehmen in Genf und baute – teilweise zusammen mit seinem Vater – mehrere Villen sowie die Clinique Générale in Genf.
Ab Beginn des 20. Jahrhunderts engagierte sich Fulpius politisch. Als Vertreter der Liberalen Partei war er von 1906 bis 1925 Mitglied des Genfer Gemeinderats (Legislative) und gehörte von 1919 bis 1922 der Genfer Stadtregierung an. Von 1915 bis 1927 war er im Grossen Rat von Genf.
Ausserdem war Fulpius von 1911 bis 1956 im Verwaltungsrat der Caisse hypothécaire, von 1931 bis 1956 war er dessen Präsident. Wie schon sein Vater war er von 1915 bis 1917 Vorsitzender der Genfer Sektion des Schweizerischen Ingenieur- und Architektenvereins.